# Гуанчи
Гуанчи, староседеоци Канарских острва у потпуности истребљени од стране шпанских освајача. Говорили су језиком гуанчи који је највероватније припадао берберској групи језика и имали своје писмо које је било нека врста хијероглифа, а у 15. веку било их је око 20 000. Уз дрвено су се служили и каменим оруђем. Бавили су се земљорадњом и сточарством. Припадали су неолитичкој култури са монархијским матријархалним друштвеним поретком. Балзамовали су мртве, те приносили животињске и људске жртве. Одевали су хаљине од козије коже или ткане од биљног фибера именованог tamarcos. Правили су украсе и огрлице од дрва, кости и шкољке. Производили су грубу сиромашно украшену керамику печењем земље или глине.
Највероватније су доселили на Канаре 1000 година пре нове ере или још раније. Једини су насељавали Макаронезију пре доласка Европљана пошто нема никаквих индиција да су на Азорима, Мадеири, Капвердским острвима и архипелагу Салвагес живели икакви староседеоци. Термин guanchinet буквално преведено значи човек са  Тенерифеа  (guan=човек, chinet-Тенерифе), али Шпанци су име Guanchos обичавали да користе за староседеоце читавог архипелага.
Краљеви Тенерифеа који је био подељен на девет малих краљевстава пре шпанског освајања били су Акаимо, Адјон, Ањатерве, Бенкомо, Бенехаро, Пеликар , Пелинор, Ромен и Тегуесте. Политички и друштвени живот више се или мање разликовао од острва до острва. Негде је као нпр. На Гран Канарији владала наследна аристократија, а негде је бирана. На Гран Канарији самоубиство се сматрало часним чином и приликом инаугурације новог краља један од поданика би се сам бацио у провалију. На неким острвима владала је полиандрија, а на неким моногамија. Увреда жени нанесена од стране наоружаног мушкарца је била кривично дело.
Веровали су у врховно биће звано Ачаман на Тенерифеу, Акоран на Гран Канарији, Ераоранхан на Хиероу те Абора на Ла Палми. Жене на Хиероу су славиле богињу Монеибу. Веровали су и у зле духове, нпр. на Тенерифеу у демона Гуајоту који живи на врху вулкана Теиде који се сматрао паклом под именом ечејде. Према њиховим веровањима мањи демони се претварају у дивље црне вунасте псе зване jucanchas или tibicenas који живе у дубини планинских пећина и ноћу нападају стоку и људе.